# Saint-Christophe-sur-le-Nais
Saint-Christophe-sur-le-Nais är en kommun i departementet Indre-et-Loire i regionen Centre-Val de Loire i de centrala delarna av Frankrike. Kommunen ligger i kantonen Neuvy-le-Roi som tillhör arrondissementet Tours. År 2022 hade Saint-Christophe-sur-le-Nais 1 077 invånare.

## Befolkningsutveckling
Antalet invånare i kommunen Saint-Christophe-sur-le-Nais
Referens:INSEE